# 乔迪·亨利
乔迪·克拉拉·亨利（英語：Jodie Clare Henry，1983年11月17日—），出生于昆士兰州布里斯班，澳大利亚退役游泳运动员。她曾参加2004年夏季奥林匹克运动会，期间获得三枚金牌。